# Anoplura
Anoplura — підряд комах ряду Воші (Phthiraptera). Раніше утворював окремий ряд Siphunculata. Описано близько 500 видів. Всі види є ектопаразитами ссавців (в тому числі 3 види паразитують на людині), що живляться кров'ю господаря. Деякі види є переносниками небезпечних хвороб (наприклад, висипний тиф).

## Опис
Тіло сплощене, завдовжки від 0,4 до 6 мм, з маленькою головою і грудьми, але великим черевцем, крила редуковані. Втрата крил, ймовірно, є наслідком переходу до паразитичного способу життя. Груди помітно відділені від голови, всі її сегменти злиті.
Ротовий колючо-сисний апарат представлений двома колючими голками (стилетами), які укладені в м'яку, виверту назовні трубку з вінцем гачків для укріплення на шкірі господаря. Коли воша не живиться, хоботок, який утворює ротові органи, втягується у головну капсулу. Слинні залози сильно розвинені. Слина перешкоджає згортанню крові, викликаючи роздратування шкіри у тварини-господаря, що супроводжується свербінням . При ссанні передній відділ стравоходу розширюється і працює як насос.
До волосся господаря воша кріпиться трьома парами сильних і чіпких одночленникових ніжок. Ніжки забезпечені великими серповидними кігтиками, гомілка коротка. Тварини утримуються на тілі господаря, захоплюючи ніжкою волосся і притискаючи коготок до виїмки на гомілки.
Очей у вошей або взагалі немає, або вони представлені двома пігментними плямами — простими очима. Воші орієнтуються не за допомогою зору, а за допомогою нюху. Запах вловлюють короткі вусики.

## Класифікація
- Echinophthiriidae
- Enderleinellidae
- Haematopinidae
- Hamophthiriidae
- Hoplopleuridae
- Hybothiridae
- Linognathidae
- Microthoraciidae
- Neolinognathidae
- Pecaroecidae
- Pedicinidae
- Pediculidae
- Pthiridae
- Polyplacidae
- Ratemiidae